# Batalha de Sedgemoor

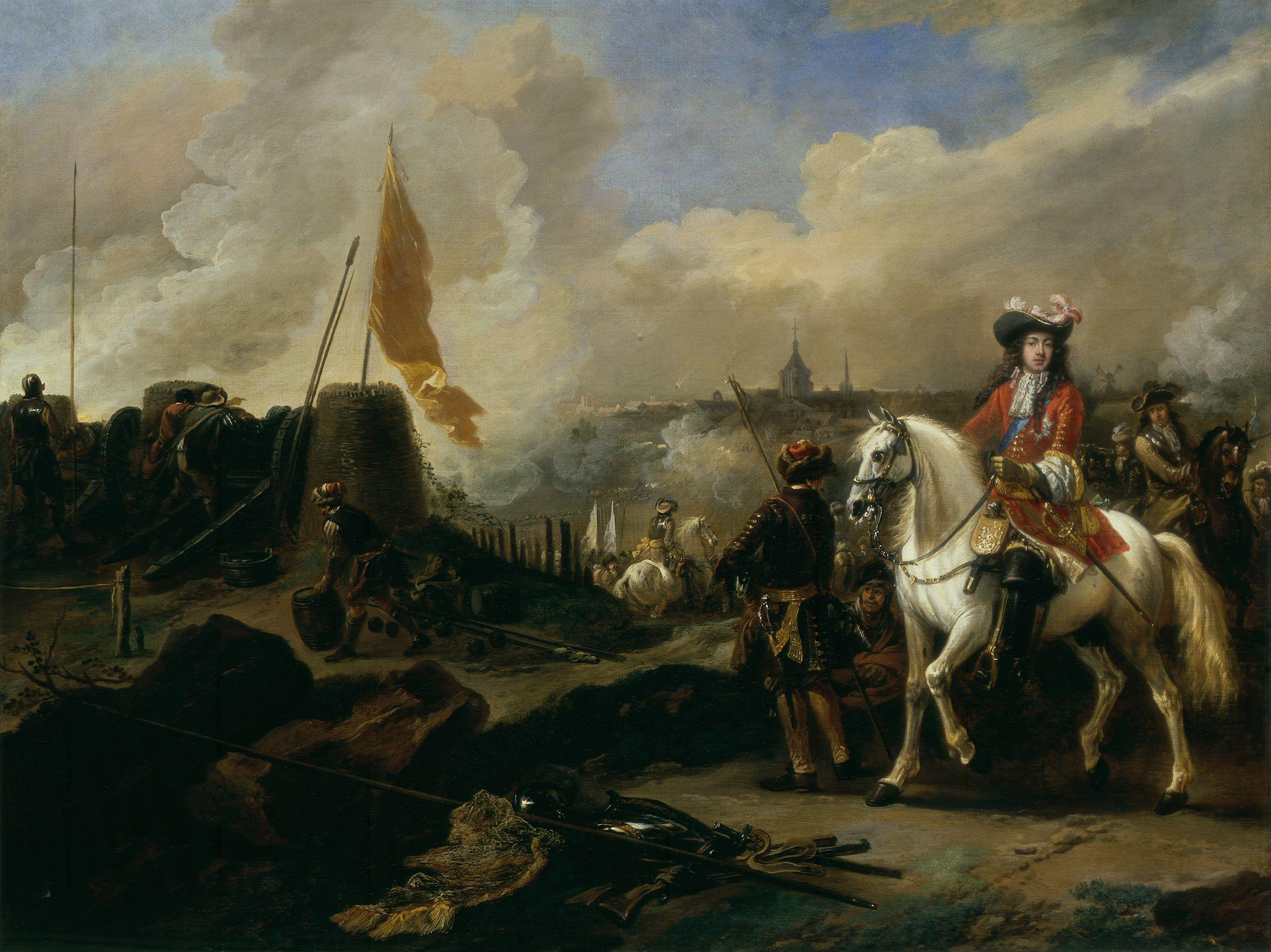
James Scott, o comandante rebelde

A Batalha de Sedgemoor foi uma luta que aconteceu no dia 6 de julho de 1685 em Westonzoyland perto de Bridgwater em Somerset, na sequência da chamada Rebelião Monmouth, antecipando a Guerra Jacobita, entre as tropas do rebelde Jaime Scott, 1.º Duque de Monmouth e as forças jacobitas do rei da Inglaterra, Jaime II, na tentativa de pegar o trono inglês. Jaime II tinha sucedido ao seu irmão Carlos II em 2 de fevereiro de 1685; Jaime Scott era um filho ilegítimo de Carlos.
Após chegar a Holanda desembarcou em Dorset, o Duque tentou atacar as tropas do rei usando o elemento surpresa mas isto foi perdido com o disparo acidental de um mosquete. O Duque perdeu e batalha e fugiu mas foi capturado perto de Ringwood, em Hampshire, e levado para a Torre de Londres.

## A batalha
O duque levou suas tropas para fora de Bridgwater por volta das 22h00 para empreender um ataque noturno contra o exército do rei. Eles foram guiados por Richard Godfrey, o servo de um fazendeiro local, ao longo da antiga estrada de Bristol em direção a Bawdrip. Com sua cavalaria limitada na vanguarda, eles viraram para o sul ao longo de Bradney Lane e Marsh Lane, e chegaram ao monte aberto com suas rimas profundas e perigosas.
Houve um atraso enquanto o rhyne era atravessado e os primeiros homens a atravessar assustaram uma patrulha monárquica. Um tiro foi disparado e um cavaleiro da patrulha saiu a galope para se reportar a Feversham. Lorde Grey de Warke liderou a cavalaria rebelde para a frente e eles foram engajados pelo Regimento de Cavalos do Rei, que alertou o resto das forças monárquicas. O treinamento superior do exército regular e seus cavalos permitiu-lhes derrotar as forças rebeldes, flanqueando-as.

## Consequências

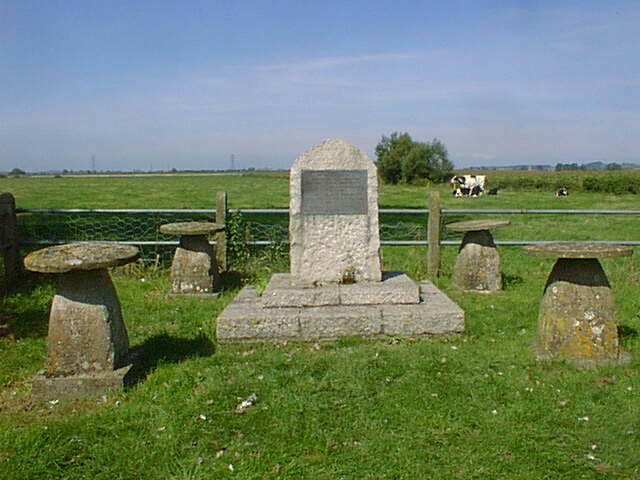
Um memorial à batalha.

Monmouth escapou do campo de batalha com Grey e eles foram para a costa sul disfarçados de camponeses. Eles foram capturados perto de Ringwood, Hampshire. Monmouth foi levado para a Torre de Londres, onde foi, após vários golpes de machado, decapitado.
 

Uma carta escrita pelo Conde de Shaftesbury em 1787 fornece mais detalhes sobre a captura de Monmouth:
A tradição do bairro é esta: viz. Que após a derrota do Duque de Monmouth em Sedgemoor, perto de Bridgwater, ele rodeou, acompanhado por Lord Grey, para Woodyates, onde abandonaram seus cavalos; e o duque, tendo trocado de roupa com um camponês, esforçou-se para atravessar o país até Christchurch. Sendo perseguido de perto, ele fez para a ilha, e se escondeu em uma vala que estava coberta de samambaia e lenha. Quando seus perseguidores apareceram, uma velha deu informações de que ele estava na Ilha e de tê-lo visto enchendo seu bolso de ervilhas. A ilha foi imediatamente cercada por soldados, que passaram a noite lá, e ameaçaram disparar contra os vizinhos de avião. Quando iam embora, um deles espiou a saia do casaco do duque e agarrou-o. O soldado mal o conheceu, caiu em lágrimas e se censurou pela infeliz descoberta. O duque, quando tomado, estava bastante exausto de cansaço e fome, não tendo tido comida desde a batalha a não ser as ervilhas que ele havia recolhido no campo. O freixo ainda está de pé sob o qual o duque foi preso, e está marcado com as iniciais de muitos de seus amigos que depois visitaram o local.

A família da mulher que o traiu sempre esteve no maior desagrado, e dizem ter caído em decadência, e nunca mais prosperaram depois. A casa onde ela morava, que dava para o local, já caiu. Era com a maior dificuldade que qualquer um podia habitá-la.
Após a batalha, cerca de 500 soldados de Monmouth foram capturados e aprisionados na Igreja Paroquial de Santa Maria em Westonzoyland, enquanto outros foram caçados e fuzilados nas valas onde estavam escondidos. Outros foram enforcados em gibbets erguidos ao longo da estrada. As tropas monarquistas foram recompensadas, com Feversham sendo feito Cavaleiro da Jarreteira, Churchill promovido a major-general e Henry Shires da artilharia recebendo um título de cavaleiro. Outros soldados, particularmente aqueles que haviam sido feridos, recebiam mesadas que variavam de £ 5 a £ 80. Alguns dos feridos estavam entre os primeiros a serem tratados no recém-inaugurado Royal Hospital Chelsea.
O rei enviou Lord Chief Justice Jeffreys para reunir os apoiadores do duque em todo o sudoeste e julgá-los no Bloody Assizes no Castelo de Taunton e em outros lugares. Cerca de 1 300 pessoas foram consideradas culpadas, muitas sendo transportadas para o exterior, enquanto algumas foram executadas por enforcamento, arrastado e esquartejamento. Daniel Defoe, que mais tarde escreveria o romance Robinson Crusoé, havia participado da revolta e da batalha. Ele foi fortemente multado por Jeffreys, perdendo grande parte de suas terras e riqueza. Dois irmãos Benjamin Hewling, comandante de uma tropa de cavalos, e William Hewling, tenente de pé, estavam entre os condenados à morte. Benjamin Hewling foi enforcado em vez de sorteado e esquartejado após um pagamento de £ 1000 por sua irmã.
 

Jaime II foi derrubado em um coup d'état três anos depois, na Revolução Gloriosa.